# Kg m/40
Kg m/40 — ручной пулемёт шведско-германского производства, прототип которого был создан в Германии Гансом Лауфом в начале 1930-х годов, но окончательный вид пулемёт обрёл в Швеции.

## Разработка и применение

### Германия
Разработкой пулемёта занимался конструктор Ганс Лауф из компании Knorr-Bremse. Экспериментальный образец LH-33 был лёгким и простым, но недостаточно надёжным. Патент Ганс Лауф получил 19 сентября 1935 года на пулемёт LH-35. До 1935/1936 годов продолжалось совершенствование пулемёта на Magdeburg Maschinenfabrik, и вскоре его взяли на вооружение Ваффен-СС и вермахт при дефиците MG 34. Пулемёты производились под стандартный винтовочный патрон 7,92 × 57 мм, доработку оружия в 1939 году вёл Венделин Пжикалла из Knorr-Bremse, а производство осуществлялось на фабрике Steyr. Испытания показали недостаточную эффективность и надёжность 10-килограммового пулемёта, и в итоге MG 35/36 отправили в учебные подразделения, а в 1943-м сняты с вооружения.

### Швеция
В Швеции к 1940 году решили отказаться от ручных пулемётов Kg m/21 и Kg m/37 в связи с небольшим выпуском этих образцов. Компания Svenska Automatvapen AB предложила лицензионный вариант пулемёта фирмы Knorr-Bremse под патрон 6,5 × 55 мм на основе конструкции Лауфа. В Швеции патент на этот ручной пулемёт был выдан 22 ноября 1933 года двум последователям Ганса Лауфа: Ивару Стеку и Торстену Линдфорсу, которые предложили двойную газоотводную систему и конструкцию с двойным спусковым крючком. Пулемёт пробыл на вооружении шведской армии недолго: в 1943 году его передали подразделениям территориальной обороны, а после войны окончательно списали.

## Принцип работы
Автоматика газоотводного типа, газовый поршень с длинным рабочим ходом находится над стволом. Есть ручной газовый регулятор. Ствол с воздушным охлаждением, несменный. Стрельба ведётся с открытого затвора: Kg m/40 шведского производства предусматривал только автоматический огонь, а немецкий вариант MG 35/36 — и одиночный. Запирание ствола осуществляется за счёт перекоса задней части затвора вниз.
Пулемёт использует коробчатые магазины на 20 или 25 патронов (в зависимости от модели можно было брать и обычные магазины для ручного пулемёта BAR). Приёмник магазина находится сбоку слева, как на винтовке FG-42. К пулемёту прилагались деревянный приклад, пистолетная рукоятка, складная металлическая сошка и складная рукоятка для переноски.

## Страны-пользователи
- Швеция: под обозначением Kg m/40 (Kulsprutegevär m/1940) на вооружении шведской армии[1][2]
- Нацистская Германия: ранние прототипы носили наименование LH-33, на испытаниях и в бою использовались пулемёты под названием MG 35/36A[1][2]
- Норвегия[2]
- Дания[2]

## Характеристики
| Параметр                     | MG-35/36                        | Kg. m/40                        |
| ---------------------------- | ------------------------------- | ------------------------------- |
| Калибр и патрон              | 7,92 × 57 мм                    | 6,5 × 55 мм                     |
| Вес, кг                      | 10                              | 8,5                             |
| Длина, мм                    | 1280                            | 1257                            |
| Длина ствола, мм             | 500                             | 685                             |
| Тип питания                  | коробчатый магазин, 25 патронов | коробчатый магазин, 20 патронов |
| Скорострельность, выстр./мин | 500                             | 480                             |